# Vittorio Vialli
Vittorio Vialli (Cles, 1º febbraio 1914 – Bologna, 5 febbraio 1983) è stato un paleontologo, geologo, geografo, museologo e fotografo italiano.

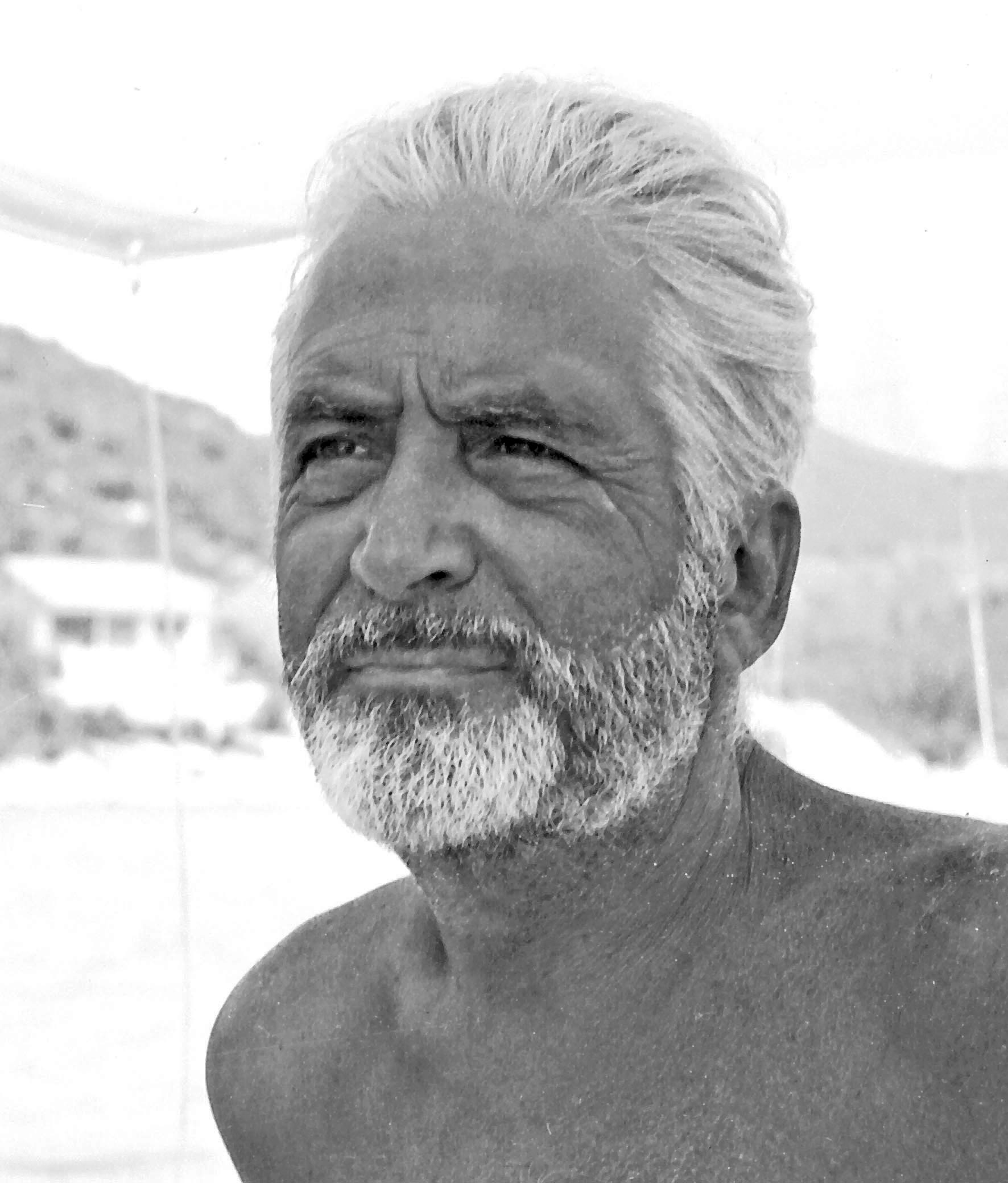
Vittorio Vialli

Catturato dai tedeschi a Istmia (Canale di Corinto) l'8 settembre 1943, riuscì a scattare più di 400 foto clandestine come Internato Militare Italiano all'interno di vari lager in Polonia e in Germania.
In seguito divenne professore universitario di geografia, geologia e paleontologia.

## Biografia

### La giovinezza e gli studi
Nel 1933 si reca a studiare a Pavia, dove suo cugino Maffo Vialli è già un luminare dell’Università, titolare della cattedra di Anatomia Comparata. Amante della natura, degli animali e delle sue montagne, sceglie di studiare Scienze Naturali con la cugina Giulia Vialli, figura importante della sua vita, anche lei futura docente universitaria. 
Nel 1937 si laurea; la sua tesi riguarda le amate marmotte del monte Peller. Il 1º gennaio 1939 diviene Conservatore per la Paleontologia e la Geologia al Museo Civico di Storia Naturale di Milano.

### La guerra
Nel 1941, richiamato alle armi, è inviato al fronte greco-albanese con il grado di tenente di fanteria. In Albania combatte in trincea, mentre in Grecia, a Istmia, presso il canale di Corinto, è aggregato alla Marina Militare Italiana come responsabile del funzionamento strategico del canale, in qualità di geologo: è suo compito perlustrare tutti i giorni il territorio circostante; documenta inoltre fotograficamente le sponde del canale per controllarne lo stato di sicurezza. Il 21 maggio 1941 sposa per procura la diciassettenne Liana Mazzoldi, nata a Zara e figlia di un trentino, conosciuta a Milano, che sarà la compagna della sua vita.

### La cattura
L’8 settembre 1943, a Istmia viene catturato dai tedeschi e deportato, dopo un viaggio in carro bestiame durato 30 giorni, in vari lager in Polonia e in Germania.

### La scelta
Da quel momento a Vialli viene imposta una scelta: aderire con una semplice firma alla Repubblica fascista di Salò, e quindi essere rimandato immediatamente in Italia, libero, a combattere gli alleati a fianco dei nazisti; oppure rimanere prigioniero del nemico. Sceglie la seconda ipotesi, come del resto altri circa 650.000 soldati italiani.

### La fotografia
Vialli ama la fotografia, per cui ha sempre con sé la sua Zeiss Super Ikonta con la quale ha già documentato la quotidianità della guerra in Grecia e in Albania; per lui fotografare non è soltanto un passatempo, ma uno strumento abituale per il suo lavoro scientifico. Egli sviluppa e stampa da solo per scegliere le sue inquadrature con un taglio personale; è quindi abituato a esprimersi attraverso immagini, senza bisogno di ricorrere a tante parole. E anche in questa drammatica occasione riesce a portare la macchina con sé, riuscendo fortunosamente a nasconderla durante le numerose perquisizioni; in seguito consegnerà la Zeiss, troppo ingombrante, a un militare tedesco della Wehrmacht, che gliela restituirà alla fine della guerra: Vialli d’ora in poi userà una piccola Leica, molto più maneggevole, fornitagli dal suo fedele amico e complice Vittorio Paccassoni.
Ed è stata questa piccola macchina a fargli scattare il desiderio irresistibile di beffare i tedeschi a rischio della propria vita e a dargli la forza di resistere per poter poi raccontare in un diario visivo, completo e per questo eccezionale, la sua verità, dal giorno della cattura a quello della liberazione, avvenuta nell’aprile 1945; con la macchina nascosta dentro al cappotto o nelle mutande insieme a un pugno di rullini, smontata e rimontata, finita in autoclave per ben due volte, avvolta in stracci, e tuttavia sempre funzionante, Vialli fotografa la vita quotidiana del campo, i suoi carcerieri, il fotografo tedesco che immortala gli internati, gli appelli al gelo, le conferenze, le messe, le lezioni universitarie organizzate dagli ufficiali nelle baracche, le sequenze di un assassinio perpetrato a sangue freddo da una sentinella tedesca, il comandante del lager, la radio clandestina.

### La Prigionia
All’inizio del 1945 gli italiani internati rifiutano anche il lavoro agricolo proposto: i tedeschi rispondono riducendo le razioni di cibo agli ufficiali. Si diffondono tubercolosi ed edemi da fame. Il 5 aprile arriva l’ordine di trasferimento solo bagaglio a spalla; due le destinazioni possibili: Buchenwald o Bergen-Belsen, ambedue campi di sterminio. Il trasferimento non avverrà: una divisione corazzata inglese è alle porte di Hannover.

### La Liberazione
Il 16 aprile 1945 Vialli esce dal campo e fotografa l’avanzata dei carri armati inglesi: l’unica fotografia che risulterà mossa per l’emozione. Documenta i 2.500 morti del cimitero italiano di Fallingbostel; si reca a Bergen-Belsen, situato a pochi chilometri di distanza; vede i forni crematori e le fosse comuni. Non ha più il coraggio di scattare: l’unica immagine è quella di una tomba di una quindicenne ebrea italiana che non ce l’ha fatta a sopravvivere alla soluzione finale. Poco dopo la liberazione, denutrito, pesa infatti 40 chili, si ammala di pleurite ed è costretto a rimanere nel campo di Bomlitz, trasformato in ospedale militare inglese, dove viene curato e trascorre la convalescenza. Poi il ritorno in Italia, passando per Merano, il 30 agosto 1945.

### Il ritorno a casa
Ritornato a Milano riprende il lavoro di conservatore al Museo Civico di Storia Naturale, che nel frattempo è stato anch’esso bombardato; si occupa della sua ricostruzione, allestendo le prime sale didattiche e attuando importanti scambi di materiali fossili con varie nazioni. Nel frattempo, nel 1947 nasce la figlia Silvana, e nel 1953 il figlio Bruno.

### Il lavoro
Nel 1957 diventa vicedirettore del Museo di Storia Naturale di Milano. Dall'A.A. 1955-56 sino al 1960-61 tiene il corso di Geografia per Scienze Geologiche e Scienze Naturali presso l'Università di Milano. Nel 1958 consegue la libera docenza in Paleontologia. Nel 1961 vince il concorso per la neocattedra di Geologia e Paleontologia dell’Università di Bologna, definita la più giovane cattedra della più antica università. Si trasferisce con tutta la famiglia nel capoluogo emiliano dove affiancherà la passione per la ricerca a quella dell’insegnamento, distinguendosi con il suo atteggiamento controcorrente e ostile verso la baronia universitaria dai poteri occulti. Sarà molto amato dagli studenti e stimato dai colleghi. Nel 1963 allestisce una sala didattica all’avanguardia, ancora oggi molto attuale e usata dagli studenti, a lui intitolata, presso il Museo Capellini. 
Nel 1965 è il responsabile del recupero di uno scheletro completo di balena fossile rinvenuto in val di Zena, nei pressi di Bologna. Attraversa indenne le turbolenze studentesche del 1968, comportandosi da uomo giusto e illuminato. Dal 1970 al 1980 ricopre la carica di direttore di Istituto e anche di direttore del Museo di Paleontologia Capellini.
Nel 1979 Vittorio subisce un primo infarto. Il 5 febbraio 1983 Vittorio Vialli, dopo un secondo infarto, viene colpito da ictus e muore improvvisamente.

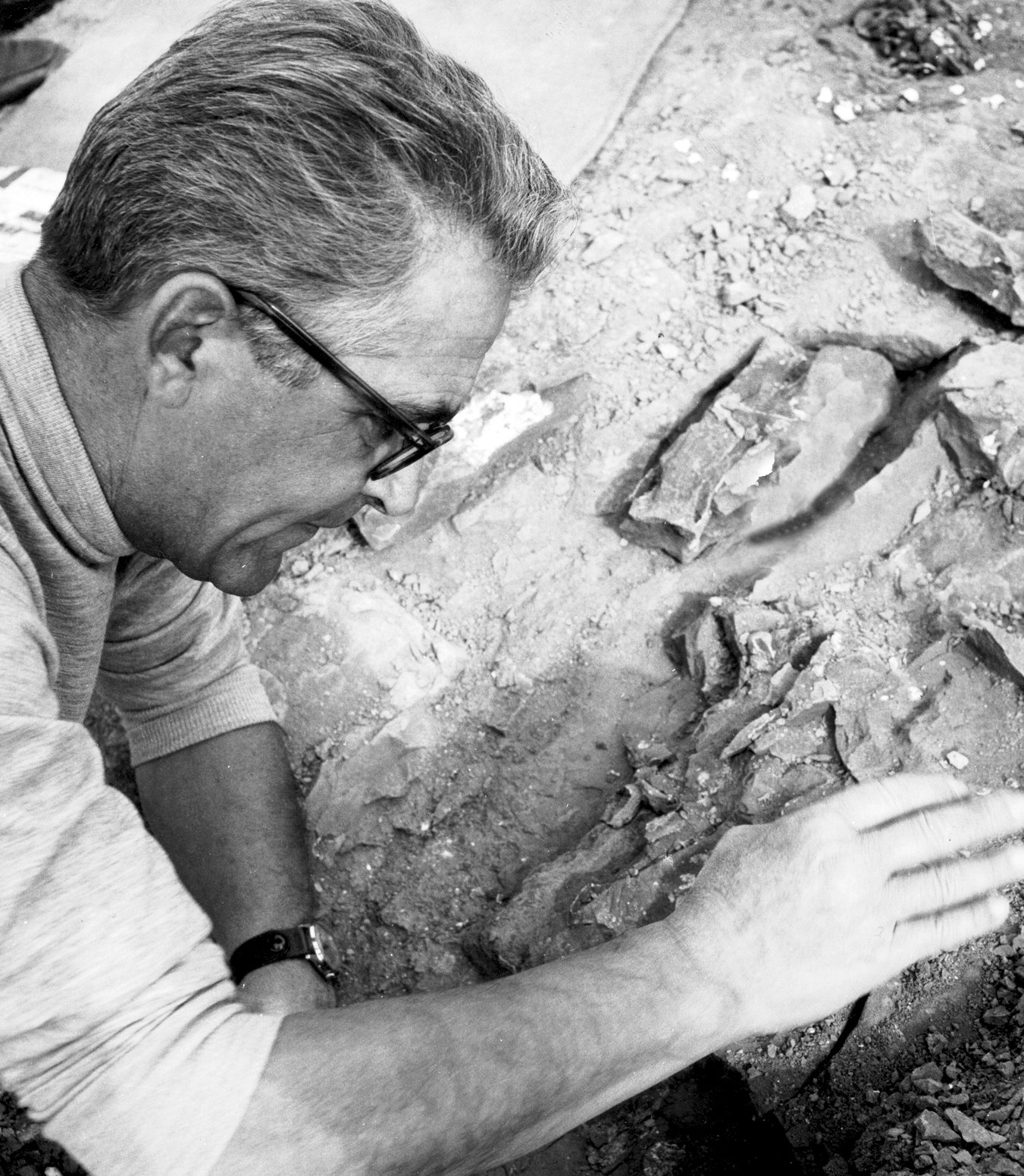
Vialli al lavoro

In questi anni pubblica parecchi articoli scientifici e due testi ancora oggi usati dagli studenti. 
Nel 1975, la moglie Liana, assieme ai figli Silvana e Bruno, lo spinge a pubblicare il primo libro Ho scelto la prigionia, contenente una parte delle foto scattate durante la prigionia. Liana lo aiuterà soprattutto nel difficile e doloroso lavoro di cernita, stampa e ricostruzione delle didascalie in rigoroso ordine cronologico. Per lui è un lavoro faticoso e soprattutto doloroso. Questo primo libro ha una distribuzione assai limitata.
Nel 1982 l’ANEI con sede a Roma pubblica un secondo libro Ho scelto la prigionia, con le stesse foto ma migliorandone la qualità, con l’aiuto del figlio Bruno; tuttavia, questo volume addirittura non viene neanche venduto in libreria, ha una bassissima tiratura e un circuito limitato.
Nel 2001 Il fondo Vialli, composto di più di 400 fotografie, viene donato dalla famiglia all’Istituto Storico Parri di Bologna.

## Onorificenze e riconoscimenti
- Segretario della Società Italiana di Scienze Naturali di Milano dal 1950 al 1961
- Segretario della Società Paleontologica Italiana dal 1957 al 1965
- Membro corrispondente della Società di Scienze Naturali del Trentino e dell'Alto Adige dal 1949
- Membro corrispondente dell'Ateneo di Scienze, Lettere ed Arti di Bergamo dal 1957
- Membro corrispondente dell'Accademia degli Agiati di Rovereto dal 1964
- Membro della Society of Vertebrate Paleontology (USA)
- Membro della Naturforschende Gesellshaft di Basel
- Ha ottenuto la Croce di Guerra al Valore Militare
- Ha ottenuto tre Croci al Merito di Guerra
- Gli è stata dedicata Walchia vialli sp.nov. (M. Wachtler, 2012), considerato dalla comunità scientifica il progenitore di tutte le conifere (nuova specie)

## Opere

### Testi scientifici
- Appunti di Paleontologia: 340 pp., 96 tavv., Pitagora Ed., Bologna (2 edizioni).
- Appunti di Geografia generale: 448 pp., 107 figg. 1 tav., Ed. Noguerol, Milano.
- Geografia: 391 pp. 113 figg., Ed. Patron, Bologna (5 edizioni)
- Breve panorama di Geologia In: I CINQUE LIBRI DEL SAPERE, pp. 119–251. Ed Garzanti, Milano.

### Pubblicazioni scientifiche
- 1936, Un caso di rigenerazione in un echinide: Riv. lt. Pal., v. 42, pp. 19–23, 2 figg., Pavia.
- 1937a, Fossili werfeniani delle Odle di Eores: Boll. Soc. Geol., lt., v. 56, pp. 83–106, I tab., Roma.
- 1937b, Ammoniti giurassiche di Monte Peller: Mem. Mus. St. Nar. Ven. Tri<l., v. -1, pp. 99–148, 3 tavv., 5 figg., Trento.
- 1938a, Note geologiche sul Monte Peller: Boll. Soc. Geol. lt., v. 57, pp. 293–330, 2 figg., Roma.
- 1938b, Su taluni fossili liassici del Monte Peller: Studi Trent. Sc. Nat., v. 19, pp. 52–68, 2 tavv., Trento.
- 1938c, Rilevamento geologico del gruppo M. Peller-Sasso Rosso nella « Carta Geologica del Gruppo di Brenta», di L. Trevisan: Mem. Ist. Geol. Univ. Padova. vol. XIII.
- 1939, Nuova varietà di Megacero rinvenuta in Lombardia: Atti Soc. lt. Sc. Nat., v. 78, pp. 255–272, 1 figg., 1 tavv., Milano.
- 1941a, Su tre esemplari di Pachypleurosaurus edwardsi (Corn.) del Museo Civico di Storia Naturale di Milano: Natura, v. 32. pp. 34–42. 2 figg., Milano.
- 1941b, Rilevamento geologico di zone comprese nel Foglio Belluno: Carta Geol. Ital., scala 1:100.000, F° 23, Roma.
- 1942, Rilevamento geologico di zone comprese nel Foglio Feltre: Carta Geol. It., scala 1:100.000, F° 22, Roma.
- 1949a, Nuova fauna ad ammoniti del Barremiano superiore lombardo: Boll. Soc. Geo!. It., v. 68, pp. 1–2, Roma.
- 1949b, Nuova fauna ad ammoniti del Barremiano superiore lombardo: Atti Soc. It. Sc. Nat., v. 88, pp. 35–63, l fig., l tav., Milano.
- 1949c, Di una nuova pianta fossile del Lias Lombardo: Atti Soc. It. Se. Nat., 88, pp. 199–204, 1 tavv., Milano.
- 1951a, I foraminiferi luteziano-priaboniani del Monte Orobio (Adda di Paderno): Atti Soc. It. Se. Nat., v. 90. pp. 97–168, 2 figg., .3 tavv., Milano.
- 1951b, I pesci e le palme di Monte Bolca in possesso del Musco Civico di Storia Naturale di Milano: Natura, v. 42, pp. 119–120, Milano.
- 1951c, Relazioni culturali con la Francia: Natura, v. 42, pp. 122–123, Milano.
- 1952, Sullo scheletro dei piedi anteriore e posteriore dell’orso bruno: Natura, v. 43, pp. 55–62, 2 tavv., Milano.
- 1953, Le varve e la geocronologia assoluta degU ultimi 15 millenni: Atti Soc. It. Se. Nat., v. 92, pp. 127–152, 2 figg., l tav., Milano.
- 1954a, Un nuovo scheletro di orso delle caverne del Museo Civ. Storia Nat. Milano: Natura, v. 45, pp. 38–41. l tav., Milano.
- 1954b, Ultime vedute sulla tettonica del Vallés-Penedés (Catalogna). Natura, v. 45, pp. 125–136, 2 figg., Milano.
- 1955a, La scoperta di un nuovo pre-ominide terziario: Natura, v. 46, pp. 82–89, 3 figg., Milano.
- 1955b, La soluzione del problema di Piltdown: Natura, v. 46, pp. 36–41, Milano.
- 1955c, Su una anomalia nella dentatura di un rinoceronte africano: Natura, v. 46, pp. 1.31-134, l tav., Milano.
- 1956a, Cesare Chiesa (necrologio): Natura, v. 47, pp. 44–48. Milano.
- 1956b, Di una mandibola di Elephas antiquus razza falconeri Busk del sottosuolo di Palermo: Natura, v. 47. pp. 156–160, l tav., Milano.
- 1956c, Sul rinoceronte e l’elefante dei livelli superiori della serie lacustre di Leffe (Bergamo): Mem. Sue. It. Se. Nat., v. 12, pp. 3–70, 4 figg., 6 tavv., Milano.
- 1957, I vertebrati della breccia ossifera dell’interglaciale Riss-Würm di Zandobbio (Bergamo): Atti Soc. It. Se. Nat., v. 96, pp. 5 l-79, 3 tavv., Milano.
- 1959a, La marmotta fossile di razza primigenia di Giardinetto (Val di Lima - Toscana): Atti Soc. Te. Se. Nat., v. 98, pp. 122–135, 2 tavv., Milano.
- 1959b, Ammoniti sinemuriane del Monte Albenza: Mem. Soc. Te. Se. Nat., v. 12, pp. 143–188, 2 figg., 5 tavv., Milano.
- 1960, Uno scheletro di dinosauro del Museo Civico Storia Naturale di Milano (Kritosaurus notabilis Lambe) - Osservazioni preliminari.: Atti Soc. It. Se. Nat., v. 99, pp. 169–185, 2 figg., Milano.
- 1963, Il problema della specie e la paleontologia (con cenni sulla variabilità intraspecifica): Giorn. Geol., v. 31, 88 pp., Bologna.
- 1966, Sul rinvenimento di Dinoterio (Deinotherium cf. hobleyi Andrews), nelle ligniti di Adi Ugri (Eritrea): Giorn. Geol., v. 33, 1 tav., pp. 447–458, l fig., 1 tav.. Bologna.
- 1967, L’antico bacino lacustre di Leffe: Natura e Montagna, v. 4, pp. 17–26, 7 figg., Bologna.
- 1971, Villafranchian: Giorn. Geol., v. 37, pp. 221–232, 2 figg., Bologna (in collaborazione).
- 1980, Mammiferi del Pleistocene inferiore; In: I Vertebrati fossili italiani - Catalogo della Mostra di Verona, pp. 217–226. 14 figg. in testo, Verona (in collaborazione).
- 1983, L’origine dei Cordati. In: Vannini E., Zoologia dei Vertebrati, UTET, Torino.

### Libri di fotografia
- "Ho scelto la prigionia, la resistenza dei soldati Italiani nei lager nazisti, 1943-1945", Forni Editore, Bologna, 1975
- "Ho scelto la prigionia, la resistenza dei soldati Italiani nei lager nazisti, 1943-1945", A.N.E.I., Roma, 1982

### Varie
- Adolfo Mignemi "Storia fotografica della prigionia dei militari italiani in Germania", Torino, Bollati Boringhieri Editore 2005
- Marco Ficarra, "Stalag X-B", Padova, Becco Giallo 2009 un fumetto che racconta di un internato a Sandbostel, con immagini tratte dalle foto di Vialli
- Franco Ricci Lucchi, Vittorio Vialli (1914-1983), Giornale di Geologia, (2) XLV, fasc.11, p. 151-158, Bologna, 1984
- Samuele Sartoni, Ricordo di Vittorio Vialli (1914-1983), Estratto dal Bollettino della Società Paleontologica Italiana, vol. 21, n.1, Modena, Ed Mucchi 1983
- Eugenia Montanaro Gallitelli, Vittorio Vialli (1914-1983), Estratto dal Bollettino della Società Paleontologica Italiana, vol. 21, n.1, Modena, Ed Mucchi 1983

## Attività

### Mostre
- "Prigionieri per la libertà", Rimini 2007, Bologna (Museo della Resistenza) 2008, Padova (Museo dell’Internamento) 2010, Riccione (Villa Mussolini) 2011, Cles (Palazzo Assessorile) 2013
- "8 settembre 1943, I.M.I. Internati militari Italiani", (Mart Museo di arte moderna e contemporanea di Trento e Rovereto) 2013
- "Il coraggio del no, La resistenza silenziosa degli Internati Militari Italiani”, Impruneta (FI), Galleria AIC, 2014
- "Resistere senz’armi. Storie di internati militari italiani nel terzo Reich [1943-1945]", Arsenale di Venezia 2014

### Documentari
- "Ho scelto la prigionia, diario di un internato militare italiano", Movie Movie, Bologna, realizzazione Francesco Conversano e Nene Grignaffini, Rai Cultura 2015

### Musei in cui sono esposte le foto di Vialli
- Museo della Resistenza, Bologna
- Museo dell'Internamento, Padova
- Museo Luogo della Memoria IMI, Roma
- Memorial Sandbostel e Centro di Documentazione, Germania
- Berlino, Dokumentationszentrum, mostra permanente “Tra più fuochi, la storia degli internati militari italiani 1943-1945”